# Thrips pillichi
Thrips pillichi är en insektsart som beskrevs av Hermann Priesner 1924. Thrips pillichi ingår i släktet Thrips och familjen smaltripsar. Inga underarter finns listade i Catalogue of Life.